# La Zerda ou les chants de l'oubli
La Zerda ou les chants de l'oubli (español: La Zerda y las canciones del olvido) es una película documental experimental de vanguardia de 1979 dirigida por Assia Djebar. La película fue uno de los dos documentales que dirigió Djebar durante su parón de una década en la escritura, en colaboración con el poeta Malek Alloula y el compositor marroquí Ahmed Essyad. Ganó el premio a la mejor película histórica en el Festival Internacional de Cine de Berlín de 1983. Las bobinas originales han desaparecido, y la única copia que queda ha sido restaurada y digitalizada por el Instituto de Cine y Videoarte del Arsenal de Berlín.

## Sinopsis
A partir de fotografías de archivo y material cinematográfico rodado entre 1912 y 1942 en el Magreb colonial, Djebar compone un ensayo cinematográfico experimental en el que la banda sonora revela lo que las imágenes no pueden expresar por sí solas. La película se convierte en un relato histórico que da vida a las ceremonias olvidadas (como la fiesta de Zerda) y a los estilos de vida reprimidos de los indígenas argelinos, a la vez que cuestiona la influencia de su contexto colonial en las representaciones que se hacen de ellos.